# Trasgressione marina
Una trasgressione marina è un evento geologico durante il quale il livello del mare si innalza rispetto alla terra e la linea costiera si muove verso terreni più elevati, allagando di conseguenza zone in precedenza scoperte.

## Cause

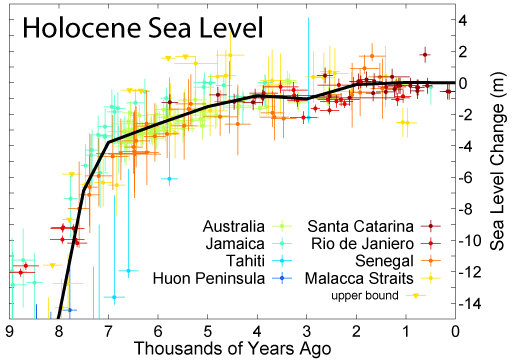
Variazione del livello del mare nell'Olocene.

Le trasgressioni possono essere causate sia dall'abbassamento del suolo che dal riempimento con acqua di bacini oceanici (o da una diminuzione nella loro capacità di contenimento). Le trasgressioni e le regressioni marine possono essere causate da eventi tettonici (come quelli orogenetici), da un grande mutamento climatico (come le ere glaciali) o aggiustamenti isostatici che seguono la rimozione del ghiaccio o dell'accumulo di sedimenti.
Durante il Cretaceo, l'espansione del fondale oceanico creò un bacino Atlantico relativamente poco profondo a spese del più profondo bacino del Pacifico. Questo ridusse la capacità del bacino oceanico complessivo su scala globale causando un innalzamento del livello del mare. Come risultato di questo innalzamento del livello marino, gli oceani traboccarono completamente in tutta la parte centrale del Nord America creando il Mare interno occidentale dal Golfo del Messico all'Oceano Artico.
Il fenomeno opposto alla trasgressione è la regressione, in cui il livello del mare si abbassa rispetto alla terra e porta alla luce i precedenti fondali marini. Durante i periodi glaciali del Pleistocene, così tanta acqua venne rimossa dagli oceani ed immagazzinata sulla terra nei ghiacciai permanenti che l'oceano regredì di 120 metri, esponendo il ponte di terra di Bering tra Alaska e Asia.
Nel corso di alcune migliaia di anni al termine dell'ultima era glaciale il livello del mare tornò ai livelli attuali allagando ampie regioni della Terra. Questa trasgressione, identificata nel 1924 da Dubois lungo le coste del Belgio, è detta "trasgressione delle Fiandre" e si è verificata principalmente fra l'anno 8000 a.C. e il 4000 a.C. (vedi grafico).

## Facies caratteristiche

Schemi generali (non in scala) che mostrano l'evoluzione laterale e verticale delle facies in sequenze trasgressive e regressive costiere.

I mutamenti delle facies sedimentarie lungo la colonna stratigrafica sono indicativi delle trasgressioni e regressioni e sono spesso facilmente riconoscibili, a causa delle condizioni uniche richieste per depositare ogni tipo di sedimento in funzione dell'ambiente. Per esempio, le rocce sedimentarie clastiche a grana grossa come la sabbia sono di solito depositate lungo le linee costiere, ambienti ad alta energia; i sedimenti a grana fine tuttavia, come le silt e i fanghi carbonatici, vengono depositati molto più lontano dalla costa, nelle acque profonde, a bassa energia.
Di conseguenza, una trasgressione si rivela nella colonna sedimentaria quando c'è un passaggio verticale da sedimenti di facies costiera (come l'arenaria) a sedimenti di facies da mare aperto (come la marna), andando nella direzione dalle rocce più antiche a quelle più giovani. Una regressione sarà caratterizzata dal modello opposto, con le facies di alto mare che mutano in quelle costiere. Le regressioni sono meno ben rappresentate nelle formazioni geologiche, poiché i loro strati sono spesso segnati da una discordanza dovuta all'erosione.
Quanto sopra esposto si riferisce a simulazioni idealizzate; in pratica identificare trasgressioni o regressioni può essere più complicato. Per esempio, una regressione può essere indicata da un cambiamento che va soltanto dai carbonati alle argille, o una trasgressione dall'arenaria alle argille, e così di seguito. Un aiuto nel riconoscimento delle condizioni ambientali viene dall'analisi dei fossili presenti, con una attenzione particolare riguardo a quelli aventi precisi significati paleoecologici. I mutamenti laterali nelle facies sono parimenti importanti; una sequenza di trasgressione ben evidenziata in un'area dove vi era un mare epicontinentale profondo, può mostrare solo tracce poco evidenti in zone dove l'acqua era bassa. Questi fattori vanno tenuti in considerazione quando si interpreta una data colonna sedimentaria.